# Cornelis van Vollenhoven (1874-1933)

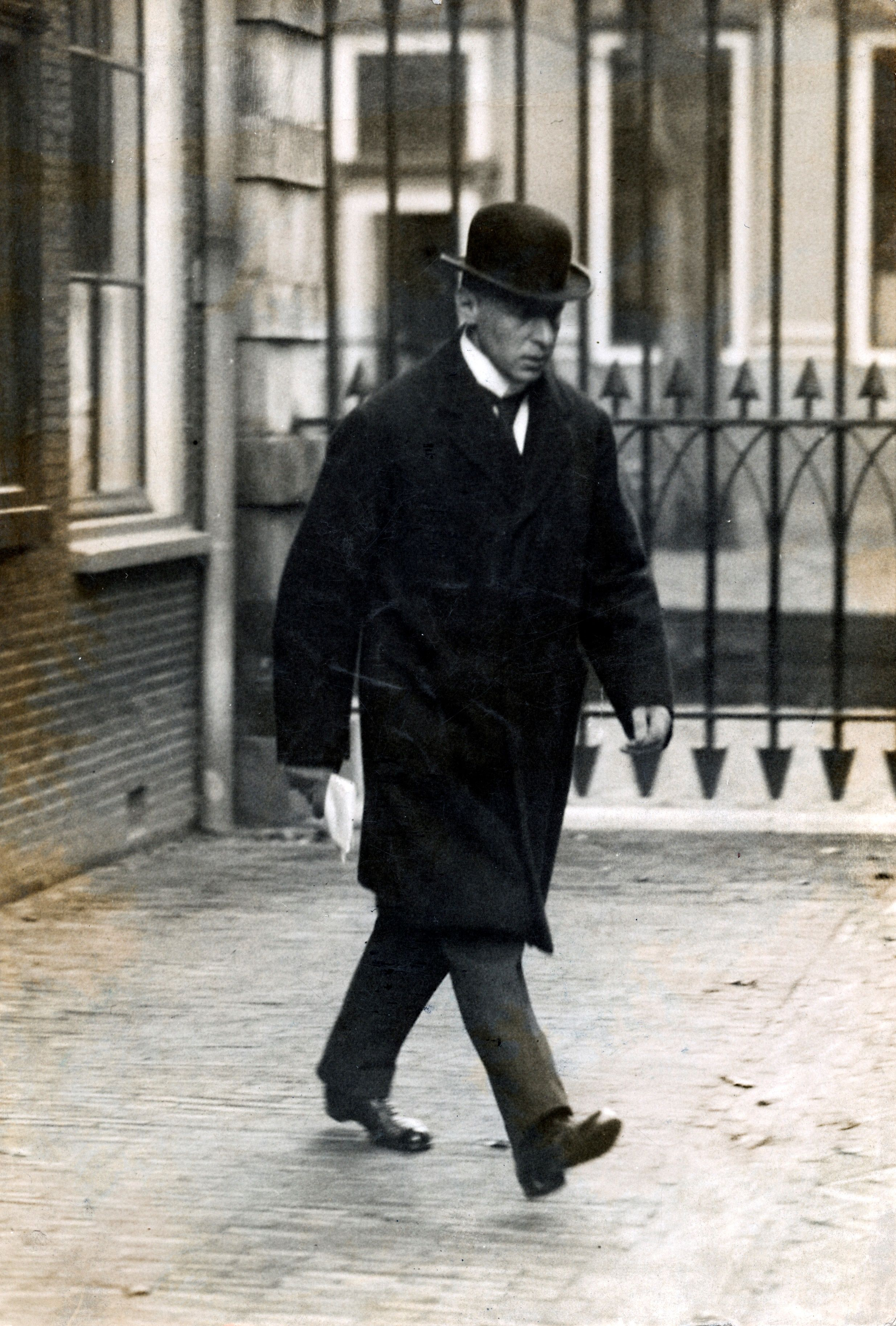
Van Vollenhoven in Leiden (1917)

Cornelis van Vollenhoven (Dordrecht, 8 mei 1874 – Leiden, 28 april 1933) was een Nederlands hoogleraar rechtswetenschap. Hij is vooral bekend om zijn werken over de adat-rechtssystemen van het toenmalige Nederlands-Indië.

## Jeugd
Cornelis was de zoon van Willem Jan van Vollenhoven, president van de rechtbank Dordrecht, en Maria Elisabeth Rijshouwer.
Cornelis ging naar het Johan de Witt Gymnasium in Dordrecht en besloot om in Leiden Letteren te gaan studeren. Echter, na een gesprek met de door hem zeer gewaardeerde rector van het gymnasium, dr. Warren, besloot hij na veel wikken en wegen zich in te schrijven voor zowel de Oosterse Talen als de Rechten.
In 1895 studeerde Van Vollenhoven af in de Rechten, vervolgens in 1896 in Semitische talen en ten slotte in 1897 ook nog in de Politieke Wetenschappen. Een jaar later promoveerde hij (cum laude) in de Rechten en Politieke Wetenschappen op zijn proefschrift Omtrek en inhoud van het internationale recht.

## Wetenschap
Van Vollenhoven werd na zijn studietijd de particulier secretaris van Kamerlid en Deli-planter Jacob Theodoor Cremer, nadat die benoemd werd tot minister van Koloniën en later adjunct-commies.
In 1901 werd Van Vollenhoven benoemd tot hoogleraar in "het adatrecht van Nederlands-Indië" en in "het staats- en administratief recht van Nederlands-Indië, Suriname en Curaçao" aan de Universiteit Leiden. Hij aanvaardde dit ambt met de oratie Exacte rechtswetenschap. Van Vollenhoven vervulde beide functies tot aan zijn dood. Waarschijnlijk is hij in 1912 ook gevraagd voor de bezetting van de in dat jaar ingestelde leerstoel Volkenrecht in Leiden maar hij zag er, onder andere door tijdgebrek, van af. In 1916-17 was hij rector magnificus.
Daarnaast gaf Van Vollenhoven ook nog college over de Nederlands-Indische wetboeken (1902-1907), de islam (1902-1906, 1927-1931) en een college vergelijkende rechtsgeschiedenis (1932-1933). In 1932 kreeg hij het eredoctoraat in de letteren van de Universiteit van Amsterdam.
In 1978 is aan de Universiteit Leiden het Van Vollenhoven Instituut opgericht. Hier wordt onderzoek gedaan naar recht in ontwikkelingslanden.